# Kirkby Green
Kirkby Green – wieś w Anglii, w hrabstwie Lincolnshire. Leży 18 km na południowy wschód od Lincoln i 179 km na północ od Londynu.